# 乙速孤仏保
乙速孤仏保（いつそくこ ぶつほ、生年不詳 - 535年）は、北魏末から西魏にかけての北秀容郡の北方民族の首長。

## 経歴
若くして武勇に優れ、弓射を得意とした。北魏の孝武帝のとき、直閤将軍となった。永熙3年（534年）、孝武帝の入関に従い、蒲子県公に封じられ、弓矢を賜った。西魏の大統元年（535年）、梁の北梁州刺史の蘭欽が漢中に侵攻してきた。仏保は都督として兵を率いて奮戦したが、敗北必至と知って天を仰いで大哭し、「この馬はわたしが常に乗ってきたもので、この弓矢は天子がわたしに賜ったものである。どうして賊にわが弓馬を渡せようか」といった。城が陥落する前に、愛馬と弓を斬り、自刎して死んだ。黄門郎の趙僧慶が仏保の遺体を収容して長安に運んだ。

## 伝記資料
- 『北史』巻85 列伝第73